# SN 1998db
SN 1998db – supernowa odkryta 1 lipca 1998 roku w galaktyce A225554-3926. W momencie odkrycia miała maksymalną jasność 19,40m.